# 拉佩
拉佩（法語：Rapey，法語發音：[ʁapɛ] ⓘ）是法国大東部大區孚日省的一个市镇，属于埃皮纳勒区。

## 地理
拉佩（48°18'50"N, 6°15'14"E）面积3.03 平方千米，位于法国大東部大區孚日省，该省份为法国东北部内陆省份，北起默兹省和默尔特-摩泽尔省，西接上马恩省，南至上索恩省和贝尔福地区省，东临上莱茵省和下莱茵省。
与拉佩接壤的市镇（或旧市镇、城区）包括：布克叙吕勒、居涅欧索、若尔克塞、于布西、瓦尔蒙泽。

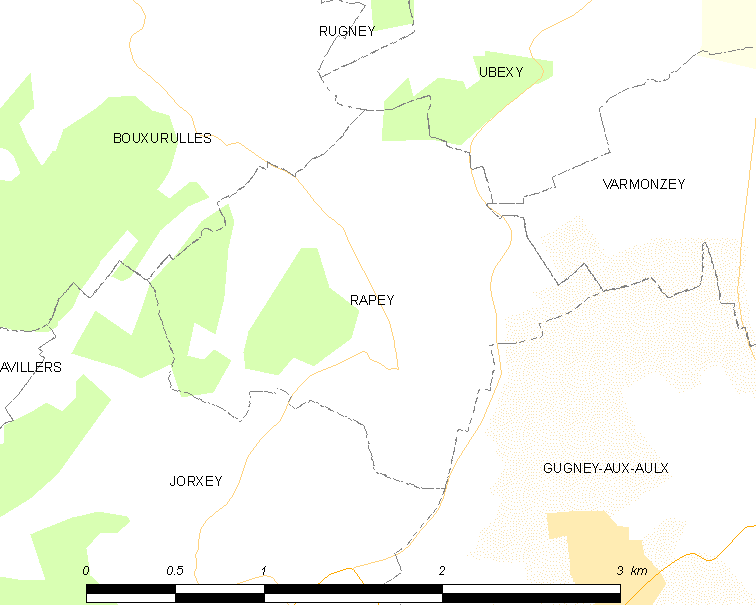
拉佩的OSM定位图

拉佩的时区为UTC+01:00、UTC+02:00（夏令时）。

## 行政
拉佩的邮政编码为88130，INSEE市镇编码为88374。

## 政治
拉佩所属的省级选区为沙尔姆县。

## 人口

1962-2008年间拉佩人口变化图示

拉佩于2022年1月1日时的人口数量为24人。